# Илияс Есенберлин
Илияс Есенберлин е казахстански поет и писател на произведения в жанра исторически роман.

## Биография и творчество
Илияс Есенберлин е роден на 10 януари 1915 г. в Атбасар, Казахстан. Отраства в годините на социалнополитическа катастрофа, а на пет години остава кръгъл сирак и е даден в детски дом. Още от малък започва да пише стихове. След началното училище се премества в интернат в Къзълорда. След завършване на средното си образование започва работа в Карсакпай и посещава курсове за подготовка за Казахския минно-металургичен институт в Алма Ата. Постъвайки в института бързо се откроява и през 1937 г. е избран за делегат на Първия извънреден конгрес на Съвета на Казахстан за приемане на Конституцията на Казахска ССР.
Завършва института през 1940 г., отправен е на работа в Жезказган и е мобилизиран на фронта през Втората световна война. Там е тежко ранен през 1942 г. и през 1943 г. е демобилизиран по инвалидност и се връща в Казахстан. Награден е с два медала – „За боеви заслуги“ и „За отбраната на Ленинград“. В края на войната се жени за дъщерята на разстреляния народен комисар Хамзи Жусупбеков, с което попада под наблюдението на НКВД.
До 1947 работи в Централния комитет на Комунистическата партия на Казахстан. В периода 1947-1949 г. е директор на Казхската държавна филхармония. Арестуван е по време на репресиите и е въдворен на строителството на Каракумския канал, където работи като инженер по взривните работи. Освободен е през 1953 г.
Работи в Министерството на геологията на Казахската ССР, а след това е началник на управлението на Бесигурската мина. В периода 1958-1967 г. е редактор на сценаро-редакционна колегия на Киностудия „Казахфильм“ и редактор на „Казгослитиздат“. В периода 1967-1971 г. е директор на издателство „Жазушы“, след което е секретар на Съюза на писателите на Казахстан.
Започва от 1945 г. да публикува сборници стихове и поеми. Превежда от руски на казахски произведения на педагога Константин Ушински. Пише и една пиеса „Борьба в горах“, която е поставена на сцена.
В късните си години пише няколко социалистически романа. За първия от тях – „Схватка“, за труда и героизма на казахските инженери, получава Държавна премия на Казахската ССР.
След това се обръща към историческата тематика и през 1969 г. е публикуван първият му роман „Хан Кене“ от трилогията „Номади“, която обхваща събитията в казахската степ от XV до средата на XIX век – формирането на казахския народ, сложните взаимоотношения със съседните страни – Джунгарското ханство, Древен Китай, Хива, Бухара, Руската империя. По мотиви на трилогията е заснет филма „Кочевник“.
В периода 1979-1983 г. издава трилогията си „Златната орда“, посветена на създаването на казахската нация.
Илияс Есенберлин умира на 5 октомври 1983 г. в Алма Ата, Казахстан.

## Произведения

### Поезия
- Сұлтан (1945)
- Айша (1947)
- Адамгершілік туралы жыр (1949)
- Большевик туралы поэмасы (1957)
- Біржан сал трагедиясы (1959)

### Проза
- Адам туралы ән (1957)
- Өзен жағасында (1960)
- Толқиды Есіл (1965)

### Самостоятелни романи
- Схватка (1966)
- Опасная переправа (1967)
- Любящие (Влюблённые) (1968)
- Золотая птица (1972)
- Прикрой своим щитом (1974)
- Золотые кони просыпаются (1976)
- Мангистауский фронт (1978)
- Завещание (1978)

### Серия „Номади“ (Кочевники)
1. Хан Кене (1969)
Хан Кене, изд.: „Изток-Запад“, София (2008), прев. Валентин Корнилев
2. Заговорённый меч (1971)
Омагьосаният меч, изд.: „Изток-Запад“, София (2006), прев. Валентин Корнилев
3. Отчаяние (1973)
Отчаяние, изд.: „Изток-Запад“, София (2007), прев. Валентин Корнилев

### Серия „Златната орда“ (Золотая Орда)
1. Шестиглавый Айдахар (1979)
2. Шесть голов Айдахара (1981)
3. Гибель Айдахара (1983)

### Серия „Лодка, преплувала океана“ (Лодка, переплывшая океан)
1. Дальние острова (1983)
2. Праздник любви (1984)
3. Радость белых лебедей (1984)

### Екранизации
- 2005 Кочевник – по трилогията „Номади“